# Cosmarium pusillum
Cosmarium pusillum  là một loài Song tinh tảo trong họ Desmidiaceae, thuộc chi Cosmarium.